# Kalkhügel
Kalkhügel ist ein Stadtteil von Osnabrück mit 6.389 Einwohnern (12/2022), die sich auf 3,02 km² Fläche verteilen. Benannt ist der Stadtteil nach einer 94 Meter hohen Anhöhe, die Teil des Osnabrücker Hügellands ist.

## Lage, Gliederung und Verkehr
Der Stadtteil Kalkhügel liegt im Südwesten der Stadt Osnabrück. Im Uhrzeigersinn (von 12 Uhr ausgehend) grenzt Kalkhügel an die Osnabrücker Stadtteile Wüste, Schölerberg, Nahne und Sutthausen. Hauptverkehrsachse ist die Sutthauser Straße, die von der Innenstadt nach Sutthausen bzw. zur A 30 führt. Der Ostteil des Stadtteils entlang der Sutthauser Straße ist größtenteils bebaut, während der westliche Teil aus Landwirtschaft, Waldflächen und Kleingartenanlagen besteht. Im Süden liegt das Gewerbegebiet Burenkamp.
Die Buslinie 14 fährt über die Magdalenenstraße und den Hauswörmannsweg, die M3 erschließt das Gebiet entlang der Sutthauser Straße.

### Mädchenviertel
Das sogenannte „Mädchenviertel“ um die Magdalenenstraße, Marthastraße, Klarastraße und Herminenstraße sowie die Weidnerstraße wurde um die Jahrhundertwende erbaut, als der Osnabrücker Bauverein das Gebiet zwischen der Sutthauser- und der Brinkstraße zum Besiedeln erschloss. Als einer der Gründerväter des Bauvereins gilt der Pastor der Katharinenkirche, Balduin Weidner. Die Straßenbenennung soll nach den Namen seiner vier Töchter erfolgt sein: Klara, Hermine, Magdalena und Martha.

## Einwohnerentwicklung
Die Einwohnerentwicklung des Stadtteils Kalkhügel:
| Datum             | Einwohner |
| ----------------- | --------- |
| 31. Dezember 2004 | 5773      |
| 31. Dezember 2005 | 5861      |
| 31. Dezember 2006 | 5935      |
| 31. Dezember 2007 | 5921      |
| 31. Dezember 2008 | 5919      |

| Datum             | Einwohner |
| ----------------- | --------- |
| 31. Dezember 2009 | 5930      |
| 31. Dezember 2010 | 5915      |
| 31. Dezember 2011 | 5961      |
| 31. Dezember 2012 | 6206      |
| 31. Dezember 2013 | 6239      |

| Datum             | Einwohner |
| ----------------- | --------- |
| 31. Dezember 2014 | 6200      |
| 31. Dezember 2015 | 6349      |
| 31. Dezember 2016 | 6352      |
| 31. Dezember 2017 | 6298      |
| 31. Dezember 2018 | 6315      |

| Datum             | Einwohner |
| ----------------- | --------- |
| 31. Dezember 2019 | 6303      |

## Einrichtungen
Neben Wohnbebauung beherbergt der Stadtteil Kalkhügel auch eine erhebliche Anzahl an Bildungs- und Dienstleistungseinrichtungen sowie Behörden und private Unternehmen. Viele davon haben sich im Zeitraum seit 1994 angesiedelt, als die Bundeswehr die General-Martini-Kaserne (benannt nach Wolfgang Martini) am Hauswörmannsweg aufgab, in der bis dahin die Fernmelderegimenter 11 und 71 des Luftwaffenführungsdienstkommandos stationiert waren. Die ehemalige Kaserne, die eine große Fläche im Osten des Stadtteils einnahm, wurde anschließend teils mit Wohnhäusern bebaut, teils in ein Behördenzentrum umgewandelt.

### Kirchen
Kirchen des Kalkhügels sind die kath. St.-Pius-Kirche am Knappsbrink und die ev.-freikirchliche Andreas-Gemeinde am Hauswörmannsweg. Die ev.-luth. Melanchthonkirche wurde 2015 aufgegeben und entwidmet, das denkmalgeschützte Gebäude aus den 1960er Jahren wird seitdem anderweitig genutzt. Mitglieder der evangelischen Südstadt-Kirchengemeinde, zu der die Kirche vor der Schließung gehörte, müssen seitdem auf die anderen Kirchen der Gemeinde, wie die Lutherkirche im Stadtteil Schölerberg ausweichen.

### Bildung
Die Stadt Osnabrück betreibt an der Gottlieb-Planck-Straße ein Schulzentrum bestehend aus dem Graf-Stauffenberg-Gymnasium und der Bertha-von-Suttner-Oberschule. Am Knappsbrink sind die Grundschule Elisabeth-Siegel-Schule und das Abendgymnasium Sophie Scholl ansässig. Unter Trägerschaft des Landkreises gibt es die Berufsbildenden Schulen an der Brinkstraße sowie das Haus des Lernens der kreiseigenen Volkshochschule. Das Berufsbildungswerk Osnabrücker Land ist ein gemeinnütziger Verein, die evangelische Familien-Bildungsstätte ist in kirchlicher Trägerschaft.

### Behörden
Mehrere niedersächsische Landesbehörden haben einen Standort im Stadtteil Kalkhügel:
- Amt für regionale Landesentwicklung Weser-Ems – Geschäftsstelle Osnabrück
- Landesamt für Geoinformation und Landesvermessung (LGLN) – Regionaldirektion Osnabrück
- Landesamt für Steuern – Finanzamt für Großbetriebsprüfung Osnabrück
- Landesbehörde für Straßenbau und Verkehr – Geschäftsbereich Osnabrück
- 7. Hundertschaft der Landesbereitschaftspolizei
- Staatliches Gewerbeaufsichtsamt Osnabrück

### Soziales und Sport
Die MÖWE gGmbH ist ein sozialer Betrieb am Hauswörmannsweg des SKM – Kath. Verein für soziale Dienste in Osnabrück e. V., der langzeitarbeitslosen Menschen Perspektiven bieten will. Durch die Heilpädagogische Hilfe Osnabrück (HHO) wird an der Johann-Domann-Straße ein Wohnheim für Menschen mit Handicap betrieben. Auch die Hilfsorganisation Malteser Hilfsdienst ist auf dem ehemaligen Kasernengelände am Kalkhügel angesiedelt.
Ein Sportplatz an der Mercatorstraße wird u. a. durch den SV Rasensport DJK Osnabrück, kurz „Raspo“, genutzt. Der Unterwasserclub Osnabrück (UCO) hat ebenfalls sein Vereinsheim an der Mercatorstraße.

### Sonstiges
Zu den größten und bekanntesten Unternehmen mit Sitz im Stadtteil gehören Froneri Ice Cream Deutschland und Köster Bau.

## Galerie

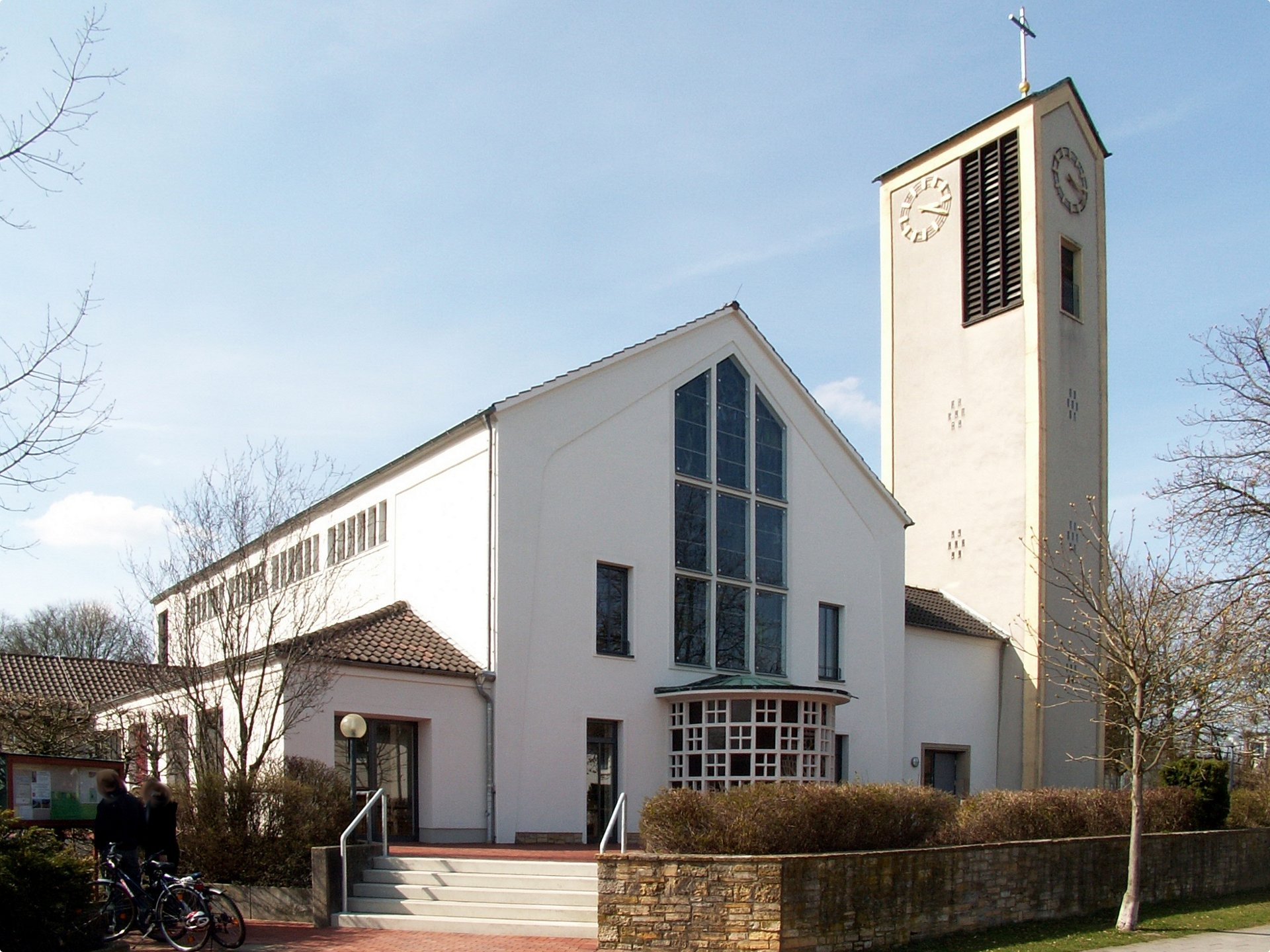
Katholische Kirche St. Pius
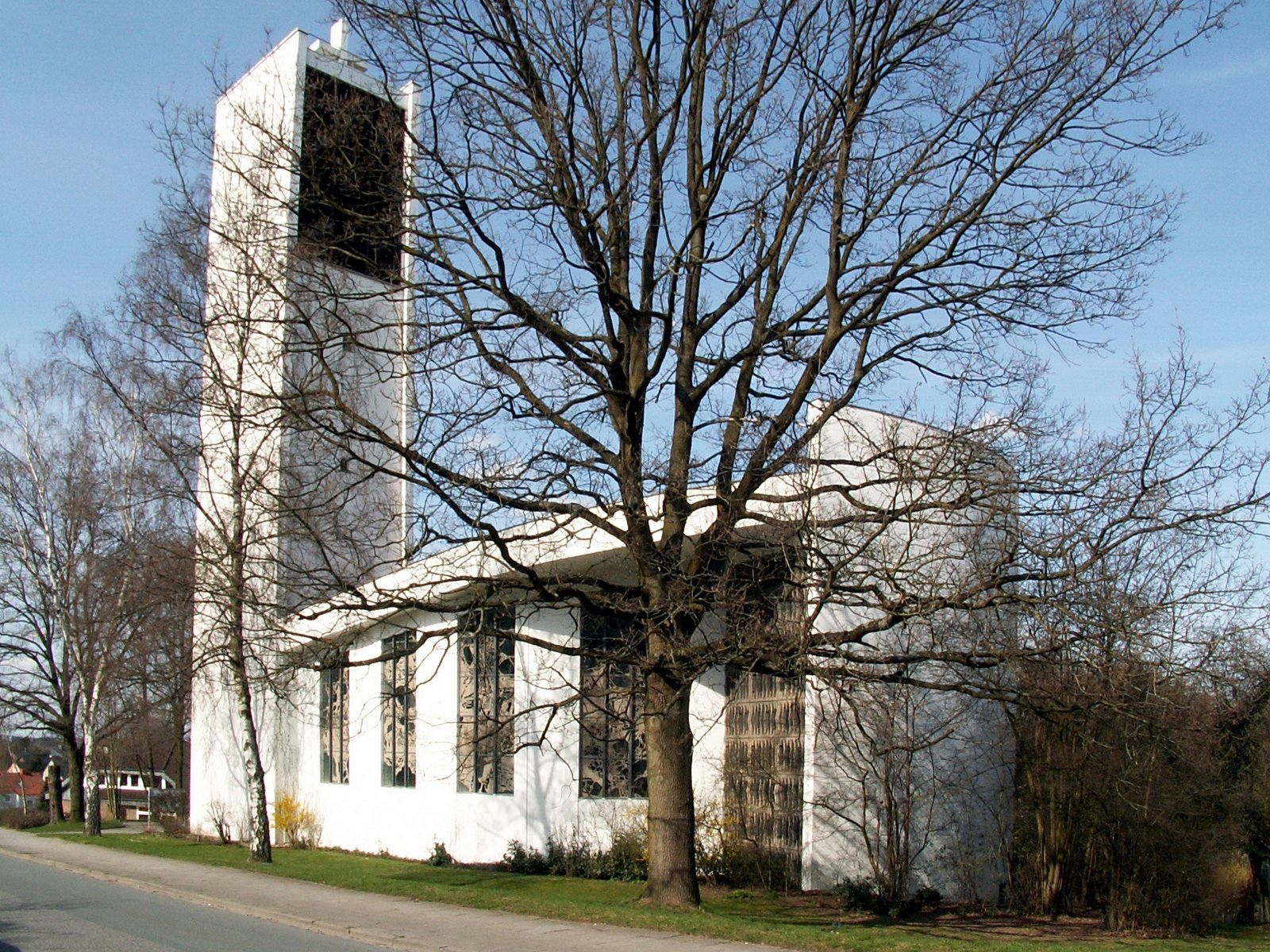
Ehemalige ev.-luth. Melanchthonkirche
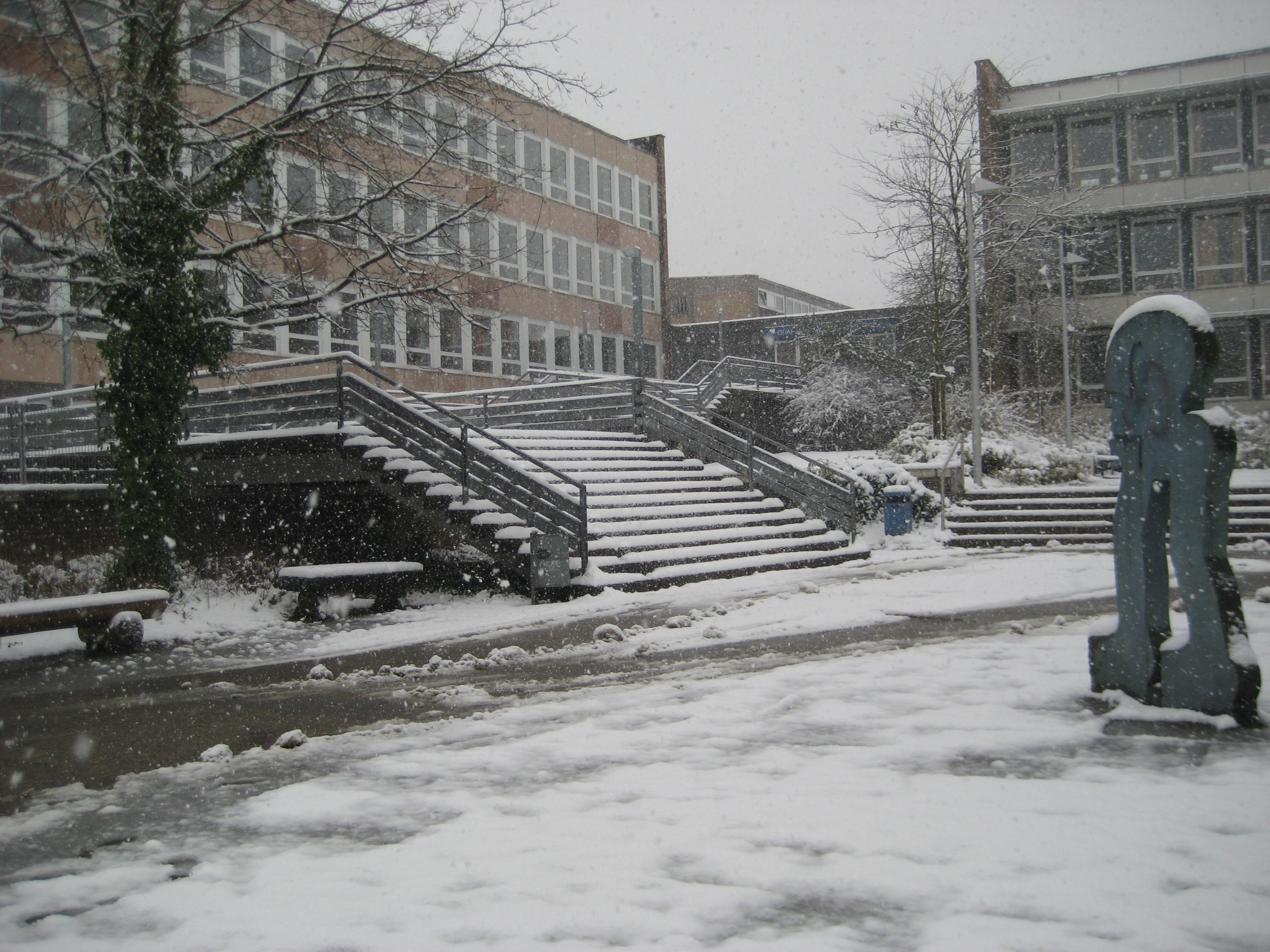
Graf-Stauffenberg-Gymnasium